# Ornaatzanger
De ornaatzanger (Oreothlypis superciliosa; synoniem: Parula superciliosa) is een zangvogel uit de familie Parulidae (Amerikaanse zangers).

## Verspreiding en leefgebied
Deze soort telt 5 ondersoorten:
- O. s. sodalis: noordwestelijk en westelijk Mexico.
- O. s. mexicana: oostelijk Mexico.
- O. s. palliata: zuidwestelijk Mexico.
- O. s. superciliosa: zuidelijk Mexico, Guatemala, El Salvador en westelijk Honduras.
- O. s. parva: oostelijk Honduras en Nicaragua.